# 20012 Ranke
20012 Ranke este un asteroid din centura principală de asteroizi.

## Descriere
20012 Ranke este un asteroid din centura principală de asteroizi. A fost descoperit pe 13 septembrie 1991 la Tautenburg de Freimut Börngen și Lutz Dieter Schmadel. Asteroidul prezintă o orbită caracterizată de o semiaxă mare de 2,62 ua, o excentricitate de 0,11 și o înclinație de 2,6° în raport cu ecliptica.